# Fest der Niederlegung der Muttergottesgewänder

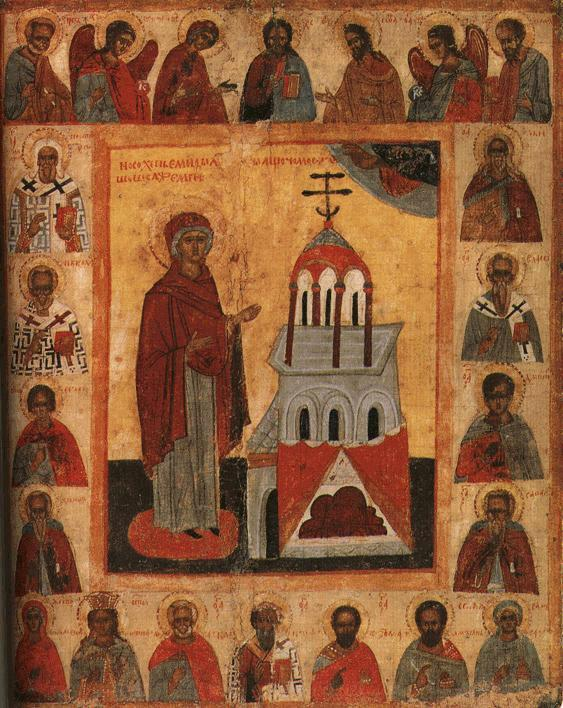
Festikone

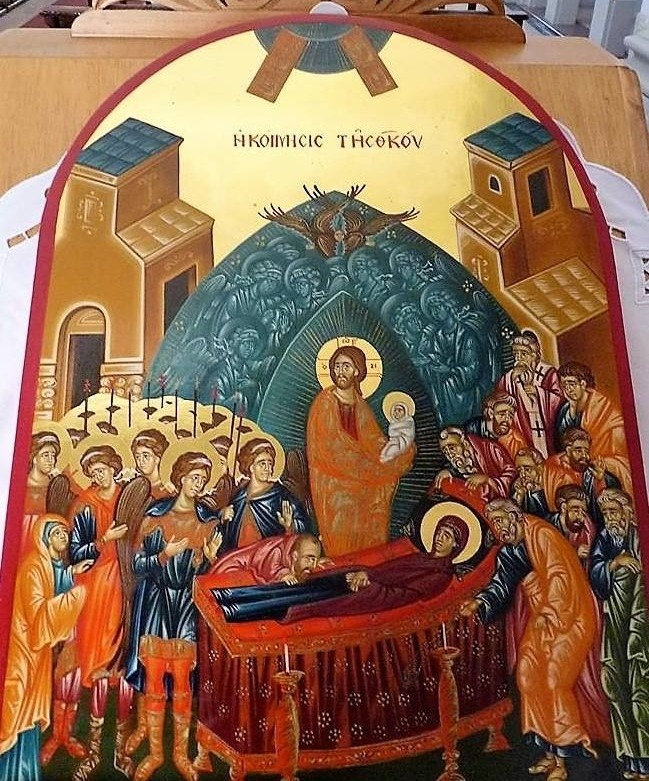
Mariä Entschlafung

Das Fest der Niederlegung der Muttergottesgewänder (deutsch auch Mariä Gewandniederlegung u. ä. genannt) wird in der orthodoxen Kirche am 2. Juli begangen.

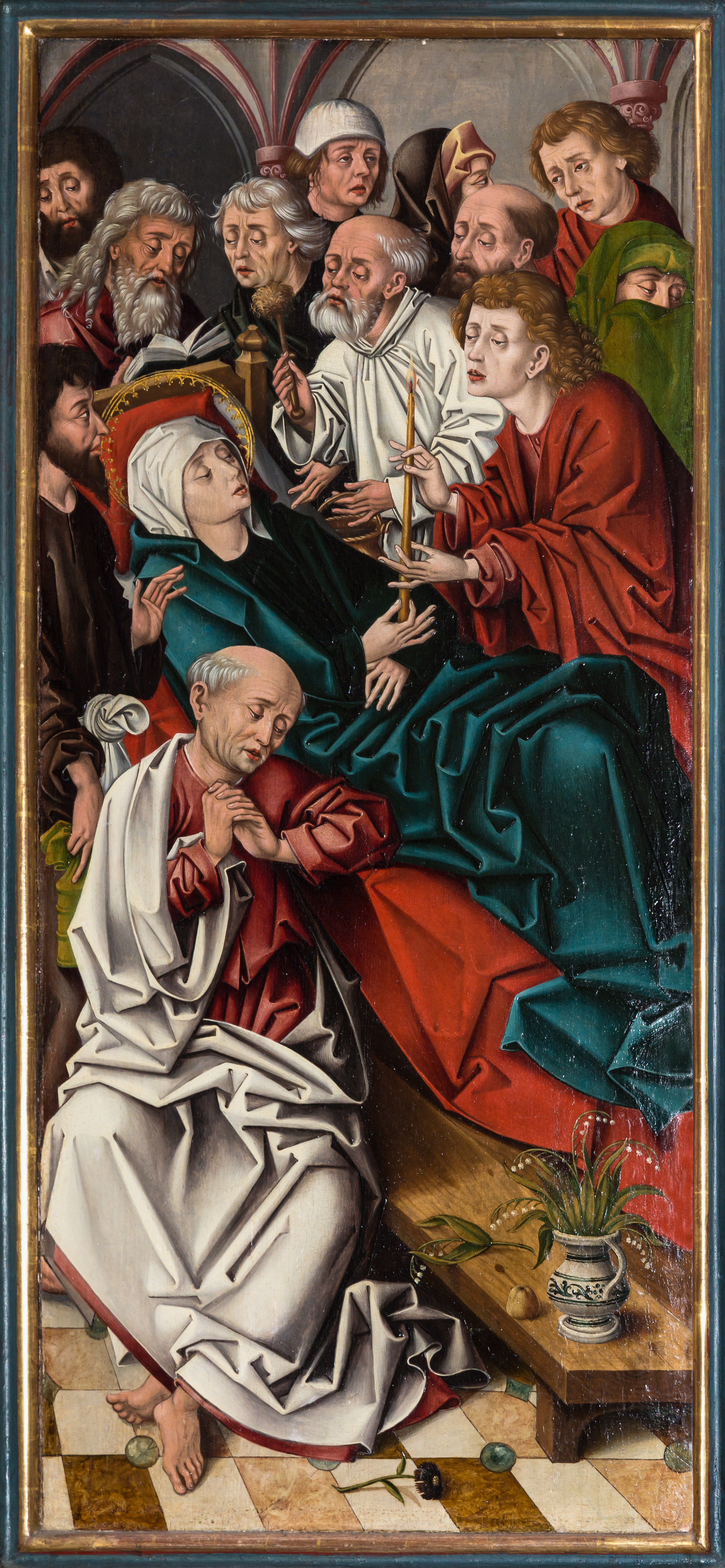
Maria Entschlafung

Nach römisch-katholischem Glauben wurde Maria im Moment ihres Todes mit Leib und Seele in den Himmel aufgenommen, nicht aber nach alt-katholischem Glauben, der entsprechende Tag wird lediglich als Mariä Heimgang geehrt. Die reformatorischen Kirchen lehnen ebenfalls eine leibliche Aufnahme Mariens in den Himmel ab. In der orthodoxen Kirche, die die leibliche Aufnahme Mariens in den Himmel nie dogmatisiert hat, wird ausschließlich die Bezeichnung Koimesis (griechisch) oder „Mariä Entschlafung“ verwendet. Der Legende nach blieben im Grab nur ihre Gewänder. Als diese Mariengewänder und damit als unschätzbare Zeugnisse der Menschwerdung Gottes wurden in Konstantinopel einige Tuchreliquien verehrt, für die Kaiserin Aelia Pulcheria ab 452 in den Blachernai eine Kapelle erbauen ließ. Hier wurden nach der Fertigstellung am 2. Juli die Mariengewänder feierlich niedergelegt. Ab 473 kamen weitere Marienreliquien und Kirchengebäude hinzu, und der Blachernen-Palast wurde hier im Schutz der Gottesmutter angelegt.
Ähnlich wie das Fest Kreuzerhöhung vergegenwärtigt das Gewandniederlegungsfest also ursprünglich nicht ein Ereignis aus dem Evangelium oder aus dem legendarischen Marienleben, sondern die Auffindung und Aussetzung von Reliquien.
Zwei historische Ereignisse gaben dem Tag später zusätzliches Gewicht: Am 2. Juli 860 soll ein Angriff altrussischer Stämme auf Konstantinopel erfolgreich abgewehrt worden sein. Am 2. Juli 1451 zogen die Tataren, nach einem heftigen Angriff auf Moskau am Vortag, überraschend kampflos ab. Beide Ereignisse wurden der Hilfe der Gottesmutter und ihrer an diesem Tag verehrten Gewänder zugeschrieben. Im Moskauer Kreml wurde zur Erinnerung daran von 1484 bis 1486 die Mariä-Gewandniederlegungs-Kirche errichtet. Auch der Hildesheimer Marienreliquiar hat eine Geschichte, die zur Gründung des Hildesheimer Doms führte.